# Ryticaryum oxycarpum
Ryticaryum oxycarpum är en tvåhjärtbladig växtart som beskrevs av K. Schum. & Lauterb.. Ryticaryum oxycarpum ingår i släktet Ryticaryum och familjen Icacinaceae. Inga underarter finns listade i Catalogue of Life.